# Bindenahalli, Channarayapatna
Bindenahalli là một làng thuộc tehsil Channarayapatna, huyện Hassan, bang Karnataka, Ấn Độ.